# Anthony Coenraad Willem van Haersolte
Pour les articles homonymes, voir Anthony van Haersolte.
Anthony Coenraad Willem van Haersolte, né le 10 avril 1760 à Zutphen et mort le 28 octobre 1820 à Zwolle, est un homme politique néerlandais.

## Biographie
Anthony Coenraad Willem van Haersolte entre chez les pages du stathouder Guillaume V d'Orange avant de devenir capitaine de la cavalerie de la garde de Guillaume V. En mai 1782, il quitte la garde en soutien au mouvement des patriotes. Il devient alors colonel du corps-franc de Leeuwarden et intègre les États provinciaux de Frise en 1785. Il s'exile en France à la suite de la répression prussienne de 1787.
En 1795, il devient membre de l'assemblée provisoire de la province d'Overijssel et est élu député de Kampen le 29 avril 1796 en remplacement de Gerard Willem van Marle, nommé à la commission constitutionnelle. Il est réélu à l'assemblée en novembre 1797 mais, fédéraliste, il refuse de prêter serment contre le fédéralisme, exigé après le coup d'État unitariste du 22 janvier 1798, et quitte l'assemblée.
Van Haersolte entre en 1802 à l'assemblée départementale d'Overijssel. Après l'annexion de la Hollande à la France, il intègre le conseil de préfecture du département des Bouches-de-l'Yssel. Après la chute de l'Empire, Van Haersolte est fait chevalier en 1814 puis baron de Doorn, Zuthem et Haerst en 1819 par Guillaume Ier.
Il est le frère d'Anthony van Haersolte, membre du Directoire batave et de la Régence d'État, et de Johan Willem Simon van Haersolte, député à l'assemblée nationale batave.